# Ba (nước)
Ba (tiếng Trung: 巴, bính âm: Bā, theo nghĩa đen là "đại xà") là một quốc gia liên minh bộ lạc có nguồn gốc từ phía tây Hồ Bắc, về sau phát triển ra phía đông bồn địa Tứ Xuyên, phía tây Hồ Nam, đông nam Thiểm Tây. Ba bị Tần diệt vào năm 316 TCN. Người dân tộc Thổ Gia hiện nay có một phần nguồn gốc từ người Ba.
Ba thường được mô tả là một liên minh lỏng lẻo hoặc là một tập hợp các tù trưởng, bao gồm một số thị tộc độc lập liên kết lỏng lẻo cùng công nhận một vị vua. Các thị tộc người Ba rất đa dạng, bao gồm nhiều sắc tộc. Các bằng chứng khảo cổ cho thấy người Ba dựa chủ yếu vào đánh cá và săn bắn, hoạt động nông nghiệp ở mức độ thấp và không có bằng chứng về thủy lợi.

## Lịch sử

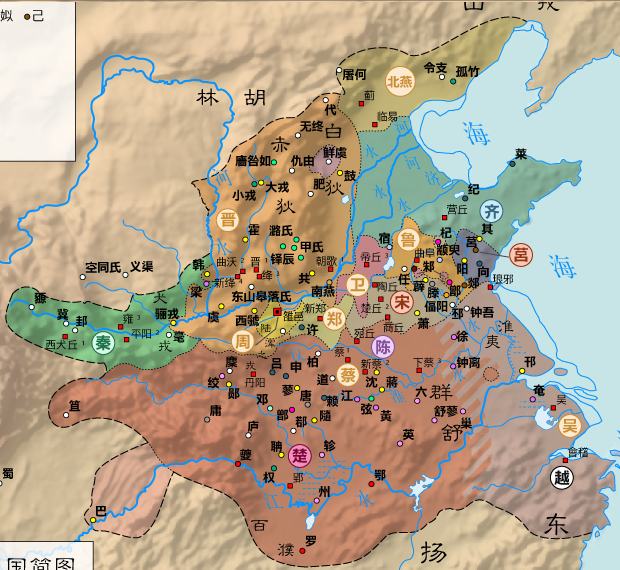
Giản đồ các nước lớn thời Xuân Thu
Ba (巴)
Tấn (晋)
Yên (北燕)
Tề (齐)
Tần (秦)
Sở (楚)
Ngô (吴)
Cử (莒)
Lỗ (鲁)
Tống (宋)
Vệ (卫)
Trịnh (郑)
Đất do thiên tử nhà Chu cai quản

Vào thời nhà Thương, mặc dù quân chủ nước Ba mang họ Cơ cùng với vương triều Thương, song giữa hai bên thường xảy ra chiến tranh. Thời Thương vương Vũ Đinh, Thương và Ba rất nhiều lần giao tranh, song bất phân thắng bại, cuối cùng, Vũ Đinh đích thân thống suất cùng nữ tướng Phụ Hảo xuất chinh đánh Ba, huy động dân chúng và gần như toàn bộ binh lực tham chiến. Trong trận đánh với Ba, Phụ Hảo đã dẫn quân bày trận mai phục, chờ quân của Vũ Đinh dánh đuổi quân Ba vào trong vòng mai phục, lập tức xông ra tấn công tiêu diệt, lập được chiến công lẫy lừng, là trận phục kích được ghi chép sớm nhất trong lịch sử Trung Quốc. Ba thua trận và từ đó hai bên kết oán.
Cuối thời Thương, khi Chu Vũ Vương đem quân phạt Trụ Vương của triều Thương, Ba đã xuất binh tham gia liên quân phạt Trụ, là một trong những lực lượng chủ lực góp phần diệt Thương. Sau đó, Ba được nhà Chu phong là "tử quốc". Ba đã được ghi trong sử sách vào năm 703 TCN; Tả truyện chép rằng Ba đã tham gia vào các hoạt động quân sự của Chu để chống lại Đặng.
Lãnh thổ nước Ba bao đầu bao gồm các khu vực tại thung lũng Hán Thủy; tuy nhiên sau đó Sở đã đẩy Ba về phía tây đến bồn địa Tứ Xuyên. Các cuộc xâm lược của Sở đã buộc Ba phải dời đô nhiều lần. Theo Thường Cừ (常璩), các kinh đô hay trung tâm điều hành của Ba bao gồm: Di Thành (Ân Thi, Hồ Bắc); Bình Đô (Phong Đô, Trùng Khánh); Chỉ (Phù Lăng, Trùng Khánh); Giang Châu (Du Trung, Trùng Khánh); Điếm Giang (Hợp Xuyên, Trùng Khánh) kinh đô cuối cùng nằm tại Lãng Trung (Nam Sung, Tứ Xuyên). Vào thời Chiến Quốc, Tần, Sở và Thục đều là các nước mạnh và cả ba nước đều có biên giới với Ba.
Mặc dù Sở thỉnh thoảng có lấn chiếm đất của Ba, song giữa hai nước lại có một mối quan hệ phức tạp, với các quan hệ thương mại và hôn nhân vững mạnh. Sở cũng dùng người Ba làm chiến binh trong quân đội của mình. Điều này trên thực tế đôi khi đã gây ra vấn đề cho Sở; như trong một trường hợp, lính người Ba do Sở thuê đã nổi loạn và bao vây kinh đô Sở vào năm 676 hay 675 TCN.
Ba đã liên minh với Tần khi Tần đánh Thục. Sau khi xâm lược thành công, Tần ngay lập tức chinh phục đồng minh và bắt vua nước Ba. Ba sau đó trở thành một quận của Tần. Không như gia tộc cai trị nước Thục, Tần cho phép tầng lớp trên của Ba tiếp tục cai trị trực tiếp và không tiến hành cưỡng bách người Tần di cư quy mô lớn đến lãnh thổ Ba. Tầng lớp trên của Ba về sau bị đẩy ra ngoài lề trong một chính sách chia để trị.

## Văn hóa Ba
Hổ là một phần quan trọng trong thần thoại của người Ba, những con hổ trắng được quý trọng nhất. Các đồ vật tìm thấy tại các di chỉ khảo cổ của nước Ba thường có các họa tiết hổ. Các đặc trưng khác của nền văn hóa Ba bao gồm các lưỡi dao và kiếm cong đặc trưng, tục táng bằng thuyền và những chiến trống đồng theo phong cách Ba (thuần vu 錞于), được sử dụng để liên lạc trong cuộc chiến.
Chiến tranh đóng một vai trò quan trọng trong xã hội Ba. Người Ba nổi tiếng với các bài hát và vũ điệu chiến tranh. Các chiến binh của họ thường làm lính đánh thuê cho các nước chư hầu khác, và các loại vũ khí thường được tìm thấy trong các ngôi mộ của người Ba.
Ba và Thục phát triển hệ thống chữ viết riêng của mình, chúng được tìm thấy khắc trên các đồ đồng. Có ba dạng chữ viết, một dạng chữ tượng hình chỉ có ở người Ba, hai dạng còn lại (có lẽ là tượng thanh) được tìm thấy tại các di chỉ của cả Ba và Thục. Cho đến nay, các nhà khoa học vẫn không biết cách đọc cả ba loại chữ. Như các khu vực khác tại Trung Quốc vào thời cổ đại, họ làm ra các đỉnh hay kiềng ba chân tế lễ có tính thẩm mỹ bằng chất liệu đồng, đôi khi có khắc cả chữ viết của họ.

## Ba trong thiên văn học
Ba được đại diện trên thiên hà bởi một ngôi sao cùng tên trong tinh cung Thiên Thị Tả Viên.